# 1982 год в театре
1982 год в театре

## Яркие постановки
Московский академический театр Сатиры — «Ревизор» Гоголя, постановка Валентина Плучека, Хлестаков — Андрей Миронов, городничий — Анатолий Папанов.

## Персоналии

### Родились
- 19 января — Алла Сергеевна Юганова, российская актриса театра и кино.
- 18 марта — Ольга Альбертовна Арнтгольц, российская актриса театра и кино.
- 28 июля — Максим Матвеев, российский актёр театра и кино.
- 30 октября — Сергей Ларин, российский актёр театра и кино.

### Скончались
- 27 февраля — Малика Сабирова — советская балерина, народная артистка СССР.
- 12 апреля — Софья Гиацинтова — советская актриса и театральный режиссёр, народная артистка СССР.
- 3 мая — Фея Балабина, балерина, солистка Мариинского театра, балетмейстер и балетный педагог; заслуженная артистка РСФСР, лауреат Сталинской премии.
- 12 мая — Александр Фёдорович Борисов, советский актёр театра и кино, трижды лауреат Сталинской премии, Герой Социалистического Труда, народный артист СССР (1951).
- 11 июня — Анатолий Солоницын — советский актёр театра и кино.
- 12 августа — Генри Фонда — американский актёр театра и кино, лауреат премий «Оскар» и «Тони».
- 3 октября — Вивьен Мерчант — британская актриса.